# Werft Gebr. Maass
Die Werft Gebr. Maass in Neustrelitz – Gebrüder Maaß, G. m. b. H., Schiffswerft, Maschinenbauanstalt, Eisengießerei, Neustrelitz – ging aus einer Eisengießerei und Maschinenfabrik hervor. Sie baute von 1882 bis 1914 rund 90 Binnenschiffe, vorwiegend Personendampfer und Schleppdampfer, einige Heckraddampfer und zwei Eisbrecher. Die Werft ging nach der Auslieferung des Dampfers Alexander 1913 und einem Großbrand im selben Jahr 1914 in Konkurs.
1913 wurde der Ingenieur Wilhelm Schroeder zum stellvertretenden Geschäftsführer bestellt. Fritz Maaß, der Geschäftsführer, starb am 30. Januar 1913.
Die Geschichte der Werkstätten ging allerdings weiter und besonders in den Jahren vor 1990 nahm die Eisengießerei in Neustrelitz einen überraschend großen Aufschwung, da sie für den Bau der Unterflurhydranten spezialisiert war. Kurz nach der grundlegenden Erneuerung der Anlagen blieben 1990 die Aufträge aus und die Firma wurde überraschend schnell geschlossen. Von den Gebäuden blieb – abgesehen von einem Nebengebäude, in dem seinerzeit auch die Betriebsärztin ihre Praxis hatte – nichts übrig.

## Bauliste (unvollständig)
1882 wurde der Heckradfrachtdampfer Vandalia gebaut, der auf der Strecke Mecklenburg-Hamburg verkehren sollte.
1884 wurde der Radschlepper Elisabeth mit 14 Meter Länge auf eigene Rechnung gebaut.
Um 1896 wurde die Gertrud, ein Schlepp- und Personendampfer, für Robert Kieck gebaut. Die Gertrud wurde später nach Russland verkauft und durch den Dampfer Alexander ersetzt.
Bekannt wurde der Schleppdampfer Kurt-Heinz, gebaut 1901 als Baunummer 37. Er wurde als begehbares Objekt im Deutschen Technikmuseum Berlin ausgestellt und zeigt viele typische Details der Dampfschiffe aus der Jahrhundertwende. Viele technische Details am Zylinderkessel (Bauart Flammrohr-/Rauchrohrkessel) sind gut sichtbar, wie zum Beispiel die Rauchrohre auf der Vorderseite, die nach der Trommel von den Rauchgasen durchströmt werden. Der 20 m lange, 4,50 m breite und circa 80 t schwere Schleppdampfer mit 167 PS wurde 1901 als Sidonie gebaut und für 25.000 Mark an Gottlieb Gehm in Spandau abgeliefert. Er wurde 1933 vom Binnenschiffer Franz Siebert aus Woltersdorf bei Gr. Wusterwitz übernommen und in Kurt Heinz umbenannt. Sein Sohn Kurt Siebert verkaufte das Schiff an die „Stern- und Kreis-Schiffahrt“ als Schlepper und am 6. August 1997 wurde es vom Museum zusammen mit vielen Dokumenten und Gegenständen aus der Alltagsgeschichte der Schifferfamilie übernommen.

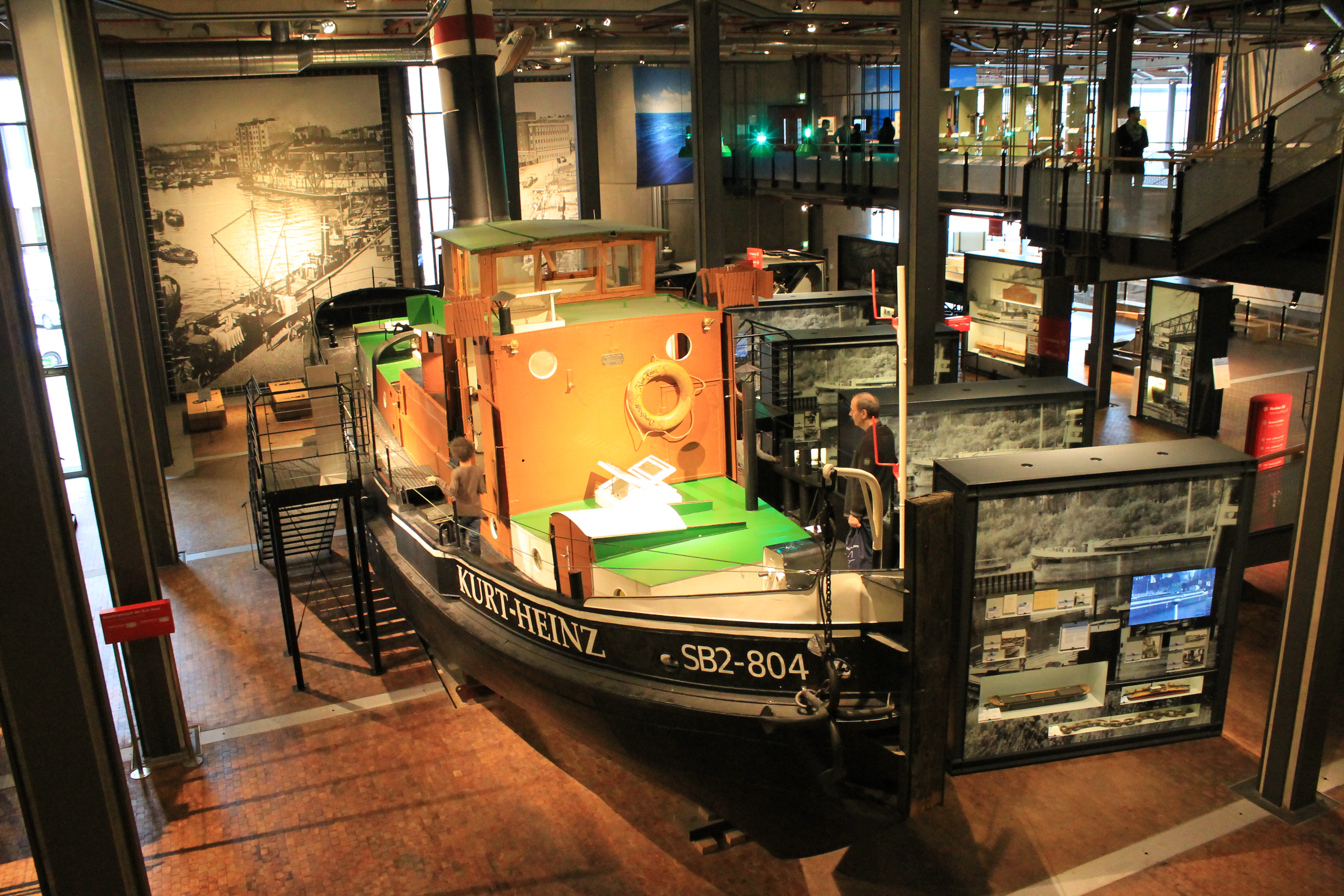
Kurt-Heinz im Technikmuseum
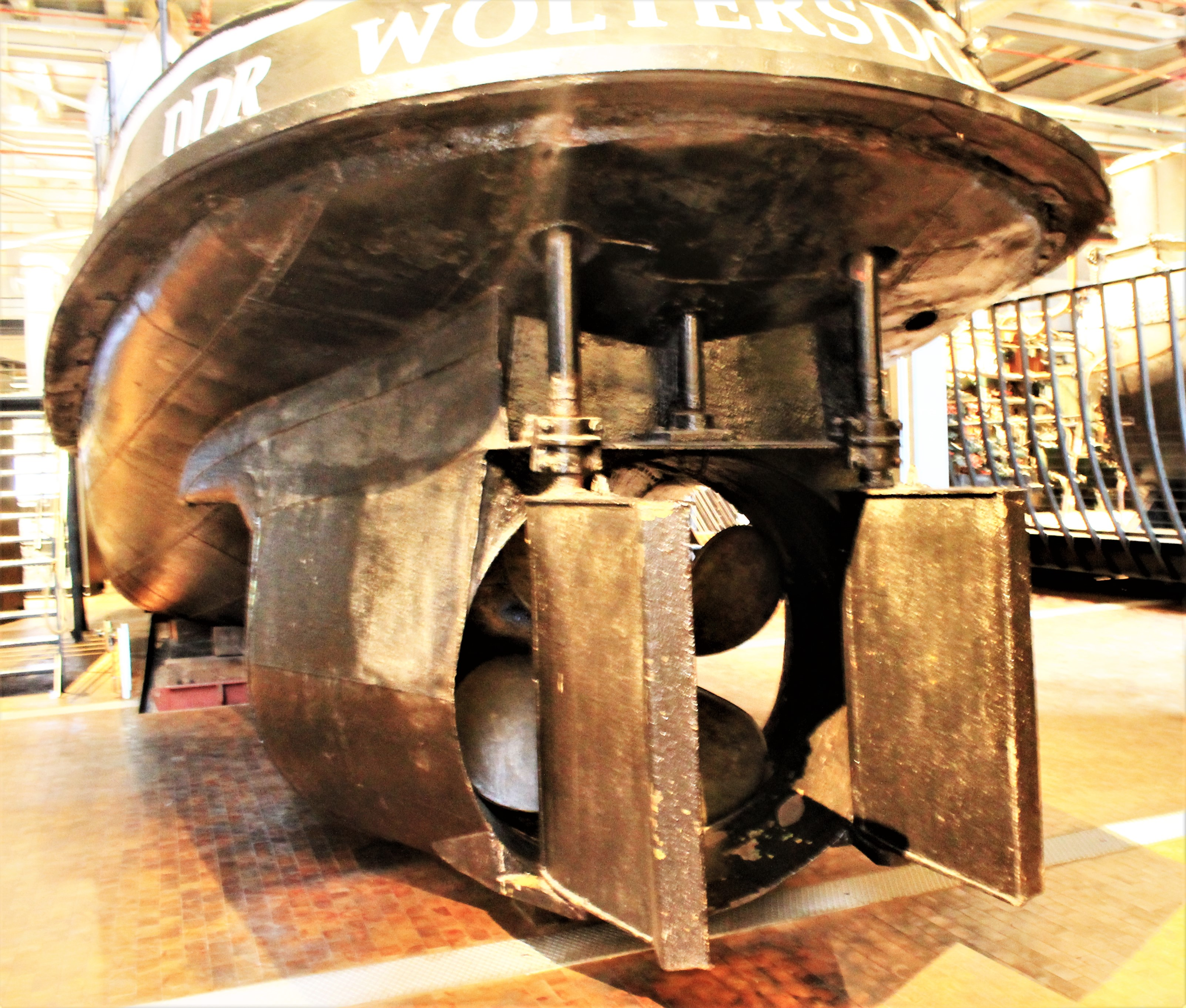
Doppelruder
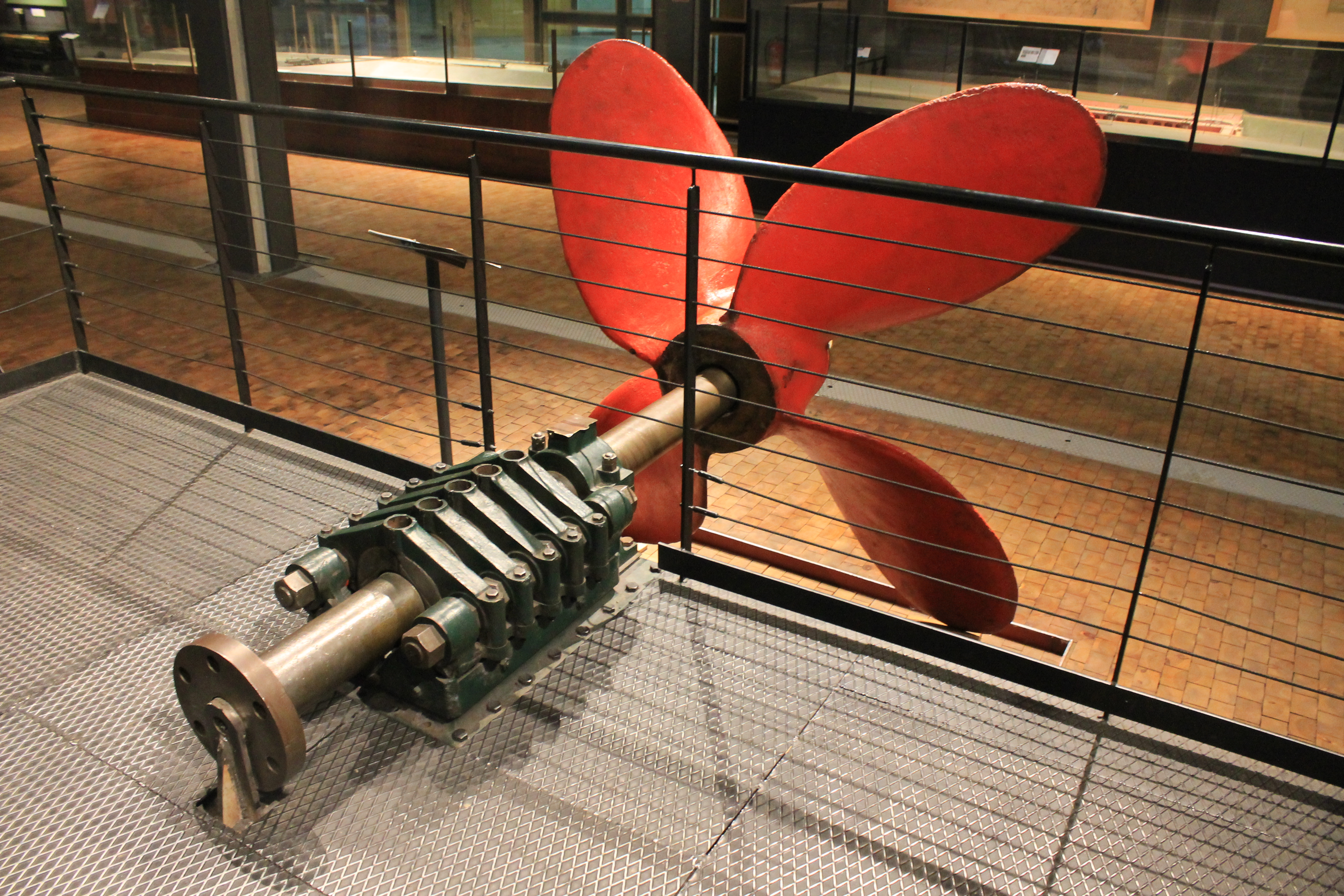
Propeller und Drucklager
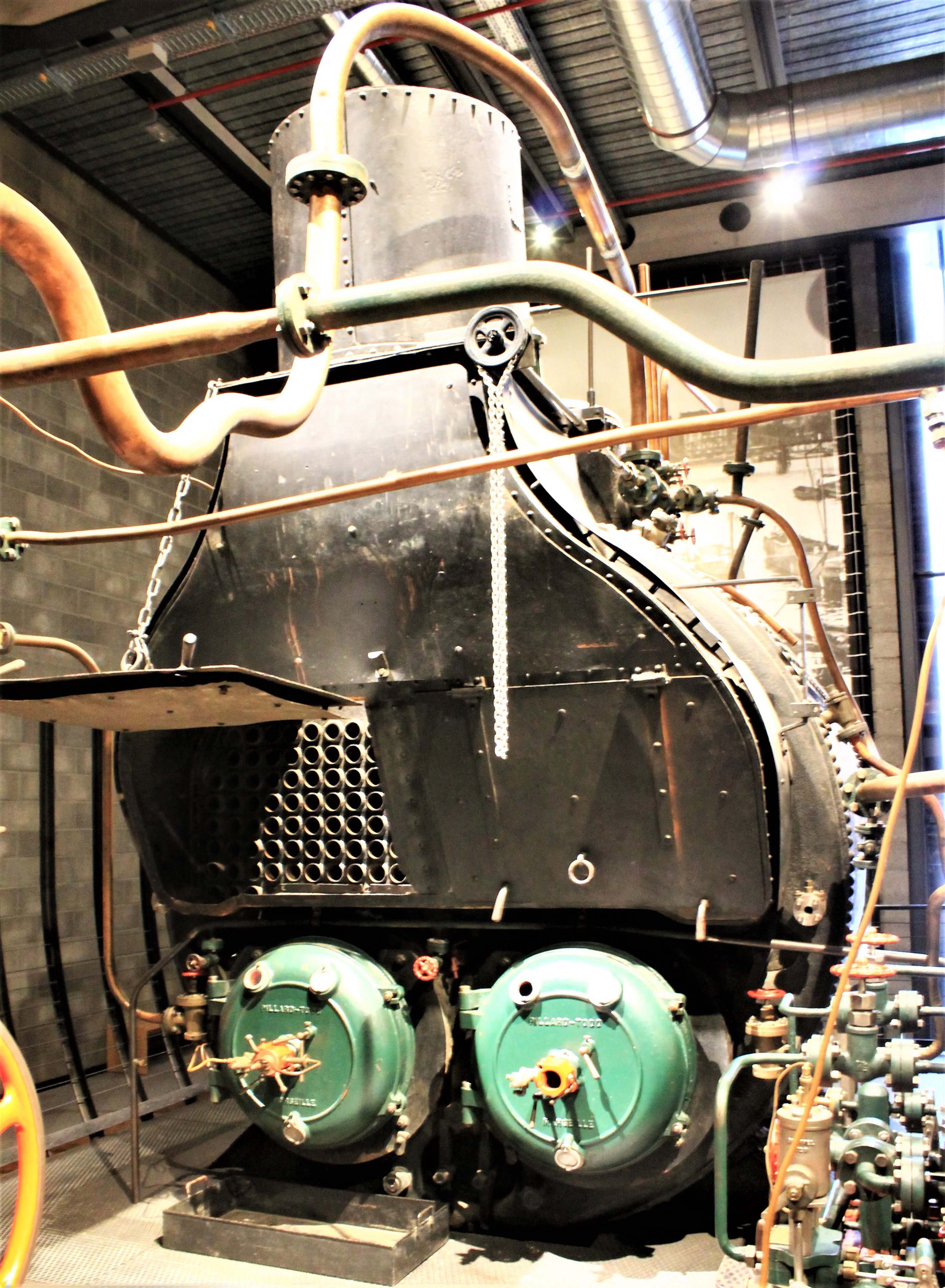
Zylinderkessel
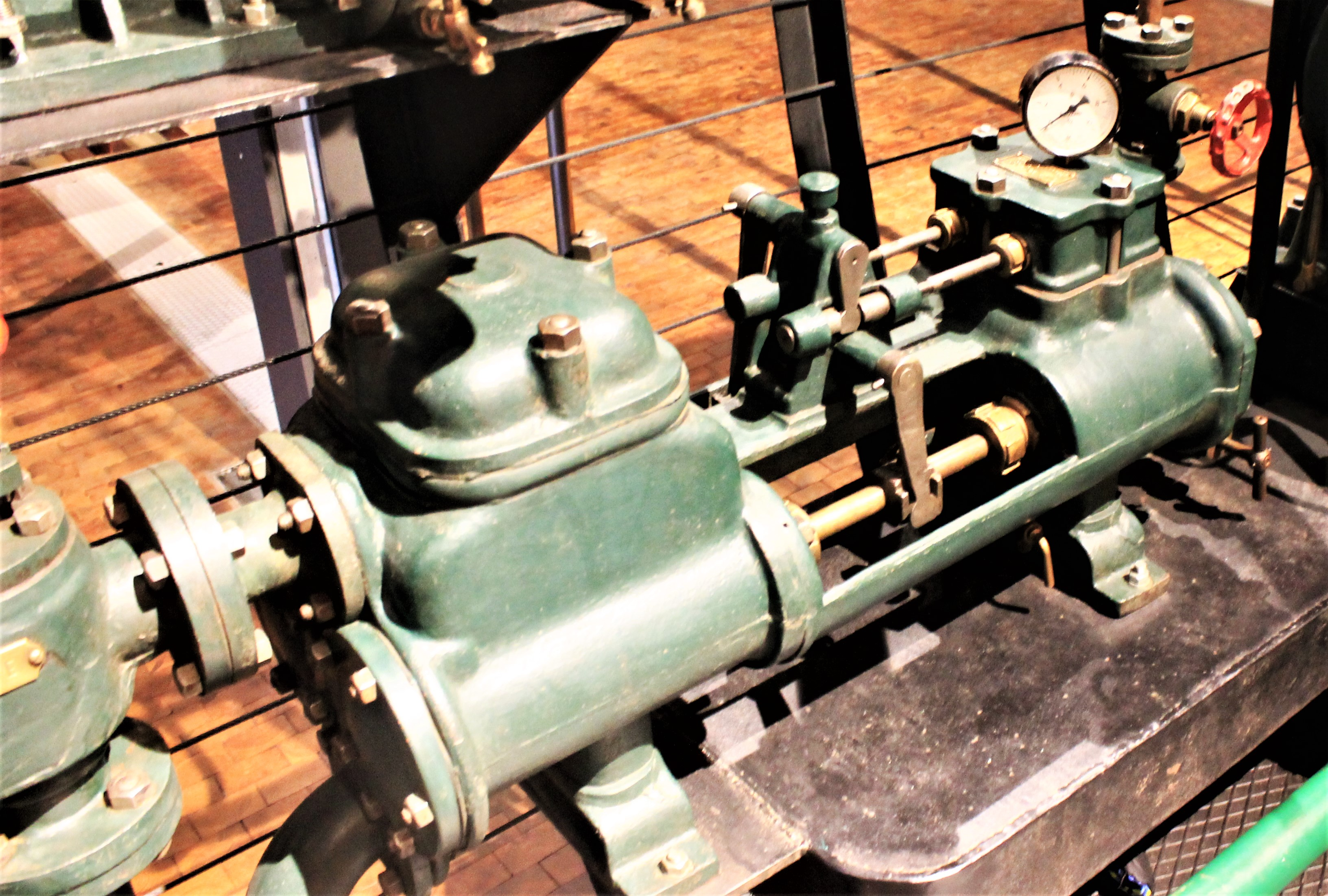
Speisepumpe (Duplexpumpe)

| Bau-Nummer | Name           | Type            | Länge m | gebaut | Eigner                      | Bemerkungen |
| ---------- | -------------- | --------------- | ------- | ------ | --------------------------- | ----------- |
| 33         | Wilhelm        | Personendampfer | 20      | 1900   | A.Kelling, Erkner           |             |
| 34         | Kyffhäuser     | Personendampfer | 19,8    | 1900   | R.Tismer, Niederschöneweide |             |
| 35         | Friedrich Carl | Schleppdampfer  |         | 1900   | A.Staak, Woltersdorf        |             |

1903 wurde für Emil Nordt in Magdeburg der Salondampfer Erich gebaut, der für Passagierfahrten auf der Elbe genutzt werden sollte. Er war für 200 bis 250 Fahrgäste ausgelegt und hatte eine Maschine mit etwa 100 PS.
Aus demselben Jahr stammte das Fahrgastschiff Oskar, das anlässlich des Baus des Teltowkanals bestellt wurde. Es hieß später Fortuna und wurde 1976 abgewrackt.
1905 wurde das Fahrgastschiff Hoffnung für A. Vowe gebaut. Es trug später den Namen Cäcilie und ist mittlerweile als Arcona in Fahrt.
1906 wurde die Anna an die Reedederei Dahnicke & Sohn in Plau abgeliefert.
| Bau-Nummer | Name                     | Type            | Länge m | gebaut | Eigner                     | Bemerkungen         |
| ---------- | ------------------------ | --------------- | ------- | ------ | -------------------------- | ------------------- |
| 65         | Alice                    | Personendampfer | 26,3    | 1908   | A.Blankenburg, Fürstenberg |                     |
| 66         | Siegfried                | Schleppdampfer  | 28      | 1908   | F.Flügge, Lünow            |                     |
| 67         | Karl–Wilhelm             | Personendampfer | 21,8    | 1908   | W. Schwarz, Zehdenick      | in Fahrt            |
| 68         | Siegesfürst              | Personendampfer | 28,5    | 1909   | R.Kieck, Berlin            |                     |
| 69         | Elisabeth                | Personendampfer | 25,3    | 1909   | Otto Jenge, Neuruppin      |                     |
| 70         | Falke                    | Personendampfer | 25,3    | 1909   | K.Strahl, Neustrelitz      |                     |
| 71         | Graf von Zieten-Schwerin | Personendampfer | 25,3    | 1909   | Otto Jenge, Neuruppin      | existierte bis 1960 |

Die Baunummer 67 trug der Dampfschlepper Karl-Wilhelm, der 1909 gebaut wurde. Er wurde 1950 zum Fahrgastschiff umgebaut und ist als Heiterkeit in Fahrt.
Ebenfalls 1909 wurde der Dampfer Siegesfürst gebaut.
1910 wurde unter der Baunummer 71 die Graf von Zieten-Schwerin für Otto Jenge in Neuruppin gebaut. Das Schiff existierte bis 1960.
1911 wurde der 28 Meter lange Eisbrecher Ernst für G. Pukies in Russ gebaut.
1912 wurde der Eisbrecher Tarmo mit 45 BT für Santaholma in Uleaborg gebaut.
Der Personendampfer Alexander mit einer Länge von 26 Metern und einer Breite von 4,44 Metern ist eines der wenigen noch fahrenden Schiffe der Werft. Er wurde 1913 an Robert Kieck abgeliefert, der 1909 bereits den Personendampfer Siegesfürst von der Werft Gebr. Maass erhalten hatte. Die Alexander wurde mehrfach umgebaut und erhielt 1964 als Ersatz für die 130-PS-Dampfmaschine einen Dieselmotor. Sie gehört der Spreetours Fahrgast- & Eventschifffahrt und fährt auf den Berliner Wasserstraßen.
1914 folgte laut Joachim Winde noch der Schraubenschleppdampfer Minna für die Reederei Minna Schünecke. Dieses Schiff fuhr später unter dem Namen Terek. Einer anderen Quelle nach hieß das Schiff zunächst Agnes Gertrud, dann Werner und dann erst Minna, trug die Baunummer 88 und wurde 1969 verschrottet.